# Rex de Rox
Rex de Rox var en svensk rockgrupp som var aktiv mellan 1982 och 1985.  
Trumslagaren Gyp Casino hade 1982 fått sparken från den finländska glamrockgruppen Hanoi Rocks efter ett knytnävsslagsmål med gitarristen Andy McCoy, och återvände till Stockholm. Här grundade han Rex de Rox tillsammans med Johan Fredriksson och Urban Persson från grupperna Baiters och Revy Rouge. Med fanns också Joakim Hiort af Ornäs från punkgruppen Warszawa och Svante Karlsson från Das Manslem. Gruppen var flitigt förekommande på dådtidens livescen i Stockholm och skapade snabbt en betydande skara av trogna fans. 
1984 fick gruppen skivkontrakt med EMI, framförhandlat med den ökände EMI-bossen Kjell Andersson. Rex de Rox spelade in MP:n Moderna mysterier under hösten 1984 och januari 1985, efter att Casino hade lämnat bandet för att spela med Conny Bloom i Road Rats. Albumet, som innehöll sex låtar, producerades av Lasse Lindbom. Tekniker i EMI Studios i Skärmarbrink var Björn Boström. Som kuriosa kan nämnas att Roxettes blivande sångerska Marie Fredriksson, producenten Lasse Lindboms dåvarande flickvän, sjöng på låten "Kalla mig vad du vill". Också Gyllene Tider med Per Gessle fanns på samma skivbolag – enligt legenden fick Gessle idén till namnet Roxette från Rex de Rox. 
Rex de Rox splittrades kort efter att Moderna mysterier getts ut år 1985.

## Medlemmar
- Johan Fredriksson – trummor (sång och gitarr i den tidiga upplagan med Jeppe Sporre)
- Urban Persson – sång, gitarr
- Svante Karlsson – sång, gitarr
- Joakim Hiort af Ornäs – basgitarr
- Gyp Casino – trummor
- Jeppe Sporre – trummor